# Ортис, Данило
Данило Фабиан Ортис Сото (исп. Danilo Fabián Ortiz Soto; род. 28 июля 1992 года, Асунсьон) — парагвайский футболист, играющий на позиции защитника. Ныне выступает за клуб «12 октября».

## Биография
Данило Ортис начинал свою карьеру футболиста в парагвайском клубе «Серро Портеньо». 15 мая 2011 года он дебютировал в парагвайской Примере, выйдя в основном составе в гостевой игре с «Хенераль Кабальеро». 
В январе 2015 года он был отдан в аренду итальянскому «Палермо», но не провёл за него ни одного официального матча. С июля того же года Ортис также на правах аренды выступал за аргентинский «Годой-Крус», спустя год он был отдан в аренду аргентинскому «Расингу» из Авельянеды. В первой половине 2017 года он вновь играл за «Годой-Крус».
С июля 2021 года Данило Ортис является футболистом клуба «12 октября».

## Титулы
- Чемпион Парагвая (2): Апертура 2012, Клаусура 2013